# Gemeentebelangen Urk
Gemeentebelangen (voorheen Unie Gemeentebelangen) is een lokale politieke partij in de Nederlandse gemeente Urk die is ontstaan in 2002 door een fusie van de bestaande lokale partijen Urk Gemeentebelangen en Christelijk Historisch 1985. De partij heeft momenteel (2023) 2 zetels in de Urker gemeenteraad.
In 2017 is door de ledenvergadering van de partij unaniem ingestemd om de partijnaam te wijzigen naar Gemeentebelangen.